# الزحف إلى روما

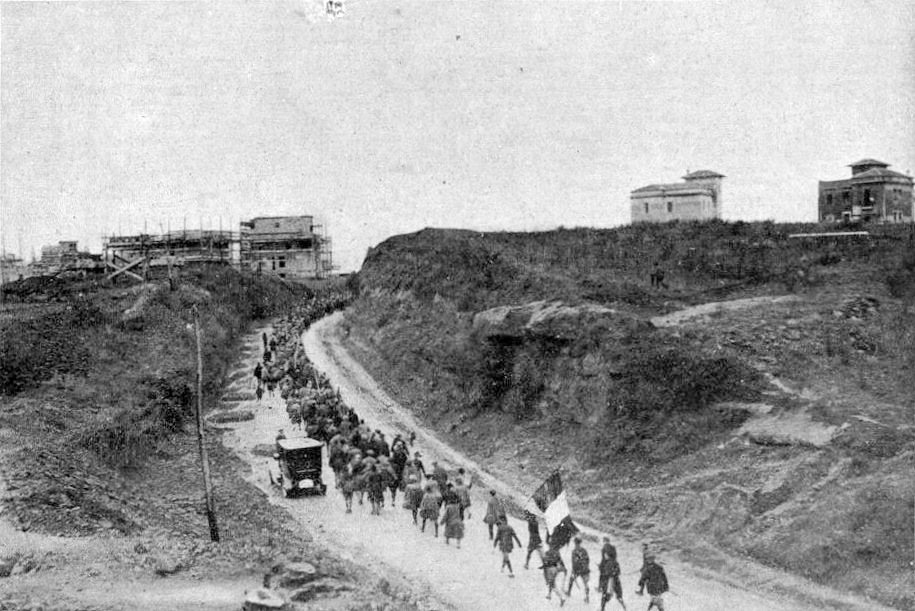
فاشيون إيطاليون يسيرون إلى روما

يُعدّ الزحف إلى روما (باللغة الإيطالية: Marcia su Roma) مظاهرةً جماهيريةً منظمةً في أكتوبر عام 1922 أسفرت عن تصاعد قوة بينيتو موسوليني وحزبه القومي الفاشي (بالإيطالية: Partito Nazionale Fascista، أو بي إن إف) ووصوله إلى السلطة في مملكة إيطاليا (بالإيطالية:Regno d'Italia ). في وقت متأخر من أكتوبر عام 1922، خطط قادة الحزب الفاشي لتمرد مسلح كان من المزمع اندلاعه في 28 أكتوبر. أعرب رئيس الوزراء لويجي فاكتا عن رغبته في إعلان حالة الحصار عند دخول القوات الفاشية روما، لكن قوبلت رغبته برفض الملك فيكتور إيمانويل الثالث. عيّن الملك موسوليني رئيسًا للوزراء في 29 أكتوبر 1922، وبذلك حصل الفاشيون على السلطة السياسية دون اللجوء إلى نزاع مسلح. 

## السياق
في مارس 1919، أسس بينيتو موسوليني أولى «الرابطات القتالية الإيطالية» (بالإيطالية: Fasci Italiani di Combattimento) في بداية «السنتَين الحمراوين» (بالإيطالية: biennio rosso). هُزم موسوليني في الانتخابات العامة الإيطالية في نوفمبر عام 1919 نتيجة محاولته «التفوق على الاشتراكيين في اشتراكيتهم» عبر صناديق الاقتراع، لكنه انتصر في الانتخابات العامة الإيطالية عام 1921، ليصبح عضوًا برلمانيًا.
لجأ الفاشيون إلى ميليشيا سكاردريزمو، والتي عُرفت أيضًا باسم «القمصان السوداء» تيمنًّا بزيّهم الرسمي. استُخدمت الميليشيا في أغسطس عام 1920 لإنهاء الإضراب العام الذي بدأ في مصنع ألفا روميو في ميلانو. زاد نشاط القمصان السوداء في نوفمبر 1920 إثر اغتيال جوليو جيورداني (مستشار بلدي يميني في بولونيا)، إذ استخدموا العنف لقمع الحركة الاشتراكية (التي تضمنت عنصرًا نقابيًا-أناركيًا مهمًا)، خاصّة في وادي نهر بو.
حُلّت الاتحادات العمالية بالتزامن مع استقالة رؤساء البلديات اليساريين، ومن ثم حصل الفاشيون المدرجون في قوائم «الاتحاد الوطني» التي أعدّها جيوفاني جوليتي في انتخابات مايو 1921 على 35 مقعدًا. تراجع موسوليني عن دعم جوليتي وحزبه الليبرالي الإيطالي (بي إل أي) وحاول التوصل إلى هدنة مؤقتة مع الحزب الاشتراكي الإيطالي عبر التوقيع على «ميثاق التهدئة» في صيف عام 1921. أثارت هذه الهدنة احتجاجات الأعضاء الأكثر تطرفًا في الحركة الفاشية، والسكاردريزمو وقادتهم المعروفين باسم الراس (أي «الدوقات»، وهو اسم مُشتق من مصطلح إثيوبي). فشل جوليتي في محاولته حلّ السكاردريزمو في يوليو 1921. أُلغي الميثاق مع الاشتراكيين خلال المؤتمر الفاشي الثالث في 7-10 نوفمبر عام 1921، حيث تفاوض موسوليني على برنامج قومي وأعاد تسمية حزبه السياسي إلى الحزب القومي الفاشي، الذي تفاخر بضمّه «2200 فاشي و320.000 عضو» بحلول أواخر عام 1921. بدأ إضراب عام ضد الفاشية في أغسطس، لكنه فشل في استقطاب حزب الشعب الإيطالي (بالإيطالية: Partito Popolare Italiano)، ومن ثمّ تمكن الفاشيون من قمعه. قبل أيام قليلة من الزحف، تشاور موسوليني مع السفير الأمريكي ريتشارد واشبورن تشايلد حول اعتراض الحكومة الأمريكية على مشاركة الفاشية في الحكومة الإيطالية المستقبلية، وقابله تشايلد بالتأييد وشجّعه على المضي قدمًا. عندما علِم موسوليني أنّ رئيس الوزراء لويجي فاكتا قد كلّف غابرييل دانونزيو بمهمة تنظيم مظاهرة ضخمة في 4 نوفمبر 1922 للاحتفال بالنصر الوطني خلال الحرب، قرر موسوليني بدء الزحف لتسريع العملية وتجنب أي منافسة محتملة.